# Saint-Étienne-de-Fontbellon
Saint-Étienne-de-Fontbellon ist eine französische Gemeinde im Département Ardèche in der Region Auvergne-Rhône-Alpes mit 2894 Einwohnern (Stand 1. Januar 2022).

## Geographie
Das Dorf liegt im Tal des Flusses Ardèche, südlich von Aubenas. Nördlich des Ortes liegt der Regionale Naturpark Monts d’Ardèche, im sogenannten Piémont Cévenol.